# Apodacra korneyevi
Apodacra korneyevi är en tvåvingeart som beskrevs av Yu. G. Verves 1999. Apodacra korneyevi ingår i släktet Apodacra och familjen köttflugor. Inga underarter finns listade i Catalogue of Life.